# Yan
Yan Cleiton de Lima Razera, mais conhecido como Yan (Pinhalzinho, 1º de maio de 1975), é um ex-futebolista brasileiro que atuava como meia.

## Carreira
Começou a carreira no Vasco da Gama, onde despontou como revelação após ser campeão Mundial sub-20 em 1993 pela Seleção Brasileira de Futebol. Foi tricampeão estadual e eleito o melhor jogador do Vasco na temporada de 1995. Teve uma rápida passagem pelo Internacional e em 1997 se transferiu para o Fluminense. Em 1998 foi emprestado ao Coritiba retornando ao Tricolor para ajudar no reerguimento do clube das Laranjeiras. No ano de 2004 foi contratado pelo Grêmio onde fez partidas boas e outra nem tão boas, porém chegou a ser utilizado em diversos jogo pelo técnico Cuca. Contudo, o elenco fraco fez com que Yan fosse uma das principais esperanças do time,mas não correspondeu e, por isso, deixou de ser utilizado por Cláudio Duarte e no final da temporada deixou o clube. Anunciou a aposentadoria atuando pelo Votoraty.. Em 2012, estreia como treinador de futebol, ao comandar o São Pedro no Campeonato Estadual da Série C do Rio de Janeiro.

## Títulos
Vasco da Gama
- Campeonato Carioca: 1993[5], 1994
- Torneio João Havelange: 1993
- Taça Guanabara: 1994
- Taça Rio: 1993
- Copa Rio Estadual: 1993
- Troféu Cidade de Barcelona: 1993
- Troféu Cidade de Zaragoza: 1993
- Troféu Cidade de Palma de Mallorca: 1995

Internacional
- Torneio Mercosul: 1996

Coritiba
- Campeão Paranaense: 1999

Fluminense
- Campeonato Carioca: 2002
- Campeonato Brasileiro - Série C: 1999

Flamengo
- Taça desafio 50 anos da Petrobras: 2003

Seleção Brasileira
- Campeonato Sul-Americano de Futebol Sub-17: 1991
- Campeonato Sul-Americano de Futebol Sub-20: 1992
- Campeonato Mundial Sub-20: 1993